# Сідні Блекмер
Сідні Блекмер (англ. Sidney Alderman Blackmer; 13 липня 1895, Солсбері, Північна Кароліна, США — 6 жовтня 1973, Нью-Йорк, Нью-Йорк, США) — американський актор театру та кіно.

## Життєпис
Сідні Блекмер народився 13 липня 1895 року у місті Солсбері, штат Північна Кароліна.

## Фільмографія
- 1930 — Маленький Цезар
- 1938 — Снайпери
- 1956 — Вище товариство / (High Society)
- 1957 — Теммі і холостяк
- 1968 — Дитина Розмарі
- 1965 — Як вбити свою дружину / (How to Murder Your Wife) — суддя Блекстон